# Ritter Sport
Ritter Sport — немецкая марка шоколада, которая продаётся во многих странах мира. Каждая плитка имеет форму квадрата и разделена на 16, реже на 4, 9 или 25 меньших по размеру квадратов.

## История
В 1912 году  кондитер Альфред Ойген Риттер (нем. Alfred Eugen Ritter) и Клара Гёттле (нем. Clara Göttle), владевшая магазином сладостей, вступили в брак. Они  вместе основали кондитерскую фабрику по производству шоколада и сахарных изделий «Alfred Ritter Cannstatt». Первым местом, где они открыли кондитерскую фабрику по производству шоколада и сахарных изделий, стала улица Иннере Молткештрассе (нем. Innere Moltkestraße) в городе Бад Каннштатт (нем. Bad Cannstatt) (ныне район города Штутгарт).
Увеличивающийся оборот и потребность в расширении производственных площадей вызвали необходимость переезда на улицу Вильгельмштрассе, 16 (нем. Wilhelmstraße 16) в городе Бад-Каннштатт (ныне район города Штутгарт). Семья Риттер вывела на рынок собственную марку шоколада: Alrika.
Предложение Клары Риттер производить квадратную плитку шоколада быстро нашло одобрение в семейном кругу. Она предложила сделать «шоколадную плитку, которая умещалась бы в карман любой спортивной куртки, не ломалась при этом и имела вес обычной плитки шоколада». Шоколадный квадрат получил название «Ritter’s Sport Schokolade» («Ritter’s Sport Шоколад»). Кроме этого, на фабрике производились прямоугольные плитки, конфеты, пасхальная и рождественская продукция.
1974 — появляется цветная упаковка. Каждый сорт получает свой собственный цвет упаковки. На рекламном плакате можно прочесть, кроме прочего, намек на ещё молодой тогда цветной телевизор: «Всё стало разноцветней, радостней, современней, активней — и шоколад вместе с ним». Появился на свет ещё один основной элемент марки.
1976 — появление упаковки knick-pack.

## Сорта шоколада
1. Альпийское молоко (Alpenmilch)
2. Капучино (Cappuccino)
3. Карамель-Миндаль (Caramelised Almonds)
4. Кокосовое пирожное (Coconut Macaroon)
5. Тёмный крем-пралине (Darc Praline Creme)
6. Горький с орехом (Dunkle Voll-Nuss)
7. С элитным какао из Эквадора (шоколад горький) 72 % какао (Edel-Vollmilch)
8. С элитным какао из Эквадора (шоколад горький) 73 % какао (Edel-Bitter)
9. Единорог (Einhorn)
10. Земляника в йогурте (Erdbeer Joghurt)
11. Дроблёный арахис (Erdnuss Flakes)
12. Эспрессо (Espresso)
13. Шоколад горький с нежным кремом (Feinherb á la Mousse au Chocolat)
14. Миндаль (Ganze Mandel)
15. Овес и банан (Hafer Und Banane)
16. Полугорький (Halbbitter)
17. Лесной орех (Haselnuss)
18. Малина с клюквой в йогурте (Himbeer-cranberry-Joghurt)
19. Печенье + мед (Honig + Crisp)
20. Мед + соль + миндаль (Honig+Salz+Mandel)
21. Йогурт (Joghurt)
22. Лесные ягоды в йогурте (Joghurt ai Frutti di Bosco)
23. Какао-крем (Kakaocreme)
24. Шоколадный мусс (Kakao-Mousse)
25. Карамель орех (Karamel Nuss)
26. Печенье + лесной орех (Keks + Nuss)
27. Кукурузные хлопья (Knusperflakes)
28. Печенье (Knusperkeks)
29. Чипсы (knusper tortilla chips)
30. Кокос (Kokos)
31. Марципан (Marzipan)
32. Кофе со сливками (Mocca-Sahne)
33. Неаполитанская вафля (Neapolitaner Waffel)
34. Ореховый ликёр (Noisette)
35. Нуга (Nugat)
36. Олимпия (Olympia)
37. Мятный ликёр (Pfefferminz)
38. Ром изюм орех (Rum Trauben Nuss)
39. Шоко-дуэт (Schoko-Duo)
40. Брауни (Schoko-Brownie)
41. Орех изюм (Trauben Nuss)
42. Ванильные рогалики (Vanilla Crescent Cookie)
43. Молочный (Vollmilch)
44. Цельный фундук (Voll-Nuss)
45. Белый с орехом (Weiße Voll-Nuss)
46. Хрустящий белый (Weiss + Crisp)
47. С отборной земляникой в нежном йогурте (Strawberry creme)
48. Ванильный мусс
49. Молочный шоколад с начинкой из вафли, ванильного крема и обезжиренного йогурта с земляникой (Strawberry & Vanilla-wafer)
50. Молочный шоколад с начинкой из обезжиренного йогурта с малиной, клюквой и рисовыми хлопьями (Raspberry & Cranberry yogurt)
51. Шоколад молочный с кофейно-ванильной начинкой (Coffee-Vanilla creme)
52. Лимон и йогурт
53. Ореховый рогалик
54. Темный шоколад с мятой
55. Кофе-глясе (молочный шоколад с начинкой)
56. Macadamia

## Большие плитки (250 г)
- Альпийское молоко
- Йогурт
- Молоко и кукурузные хлопья
- Нуга
- Печенье и орехи
- Цельный орех
- Шоколадный крем[1]
- Einfach So
- Vielen Dank

## Рекламные слоганы
1. Quadratisch. Praktisch. Gut. — Квадратен. Практичен. Хорош.
2. Qualität im Quadrat. — Качество в квадрате.
3. Quadratisch. Magisch. Gut. Квадратный. Магический. Хороший.